# George Hanmer Warrington
Pour les articles homonymes, voir Warrington.
Henry George Hanmer Warrington (Acton, 5 septembre 1776-Patras, 18 août 1847) est un officier britannique, consul de Grande-Bretagne à Tripoli de 1814 à 1846. 

## Biographie
Lieutenant-colonel, beau-père d'Alexander Gordon Laing, il réussit à développer une relation étroite avec le souverain Yusuf Karamanli et obtient la création d'un consulat britannique à Mourzouk et à Ghadamès. En 1817, à l'instigation de John Barrow, il décide d'organiser une expédition sur le Niger partant de Tripoli. Il choisit alors deux hommes pour le voyage, Joseph Ritchie et George Francis Lyon. Cette expédition, qui a abouti à la mort de Joseph Ritchie, n'atteint même pas Tombouctou. 
Warrington encourage alors une deuxième expédition au Niger, celle de Walter Oudney, Hugh Clapperton et Dixon Denham (1822). En 1825, une nouvelle expédition est organisée, dirigée par Alexander Gordon Laing. Clapperton, accompagné de Richard Lemon Lander est envoyé à sa suite. 
Après la disparition de Laing s'ouvre une grande polémique entre Warrington et l'état Français, les travaux de l'explorateur ayant été dispersés. Warrington accuse en effet les Français d'avoir acheté les papiers de son gendre pour s'approprier ses recherches et ainsi coloniser habilement la région.